# DKW 3=6
DKW 3=6 — компактний передньопривідний седан виробництва Auto Union GmbH. Автомобіль був представлений на автосалоні у Франкфурті в березні 1953 року та продавався до 1959 року. Він мав назву Sonderklasse («Особливий клас») на правому крилі всіх моделей зі сталевим кузовом — це частина назви моделі для цього модельного ряду. Перша модель в асортименті була названа заводським номером проєкту DKW F91, який був замінений на моделі F93 і F94 1956 модельного року. Моделі F93 і F94 були названі Auto Union як «Великий DKW 3=6» (Großer 3=6). Починаючи з 1958 року, коли наступник автомобіля, Auto Union 1000 Coupe de Luxe, вже продавався, тому попередня версія стала, по суті, «вичерпаною» моделлю, її знали простіше (у США тільки) як DKW 900.
Серед визначних особливостей 3=6 — двотактний двигун об’ємом 896 см3.
З березня 1953 року по вересень 1955 року в Дюссельдорфі було випущено 57 407 седанів і купе DKW F91, а також Karmann виготовив 1550 дво- і чотиримісних кабріолетів. Універсал DKW F91 Universal, який продовжував випускатися до червня 1957 року, склав 15 193 одиниць.
Всього з вересня 1955 по липень 1959 року було виготовлено 137 800 автомобілів DKW F93/F94, у тому числі 19 531 універсал. Компанія Karmann побудувала 667 дво- та чотиримісних кабріолетів.

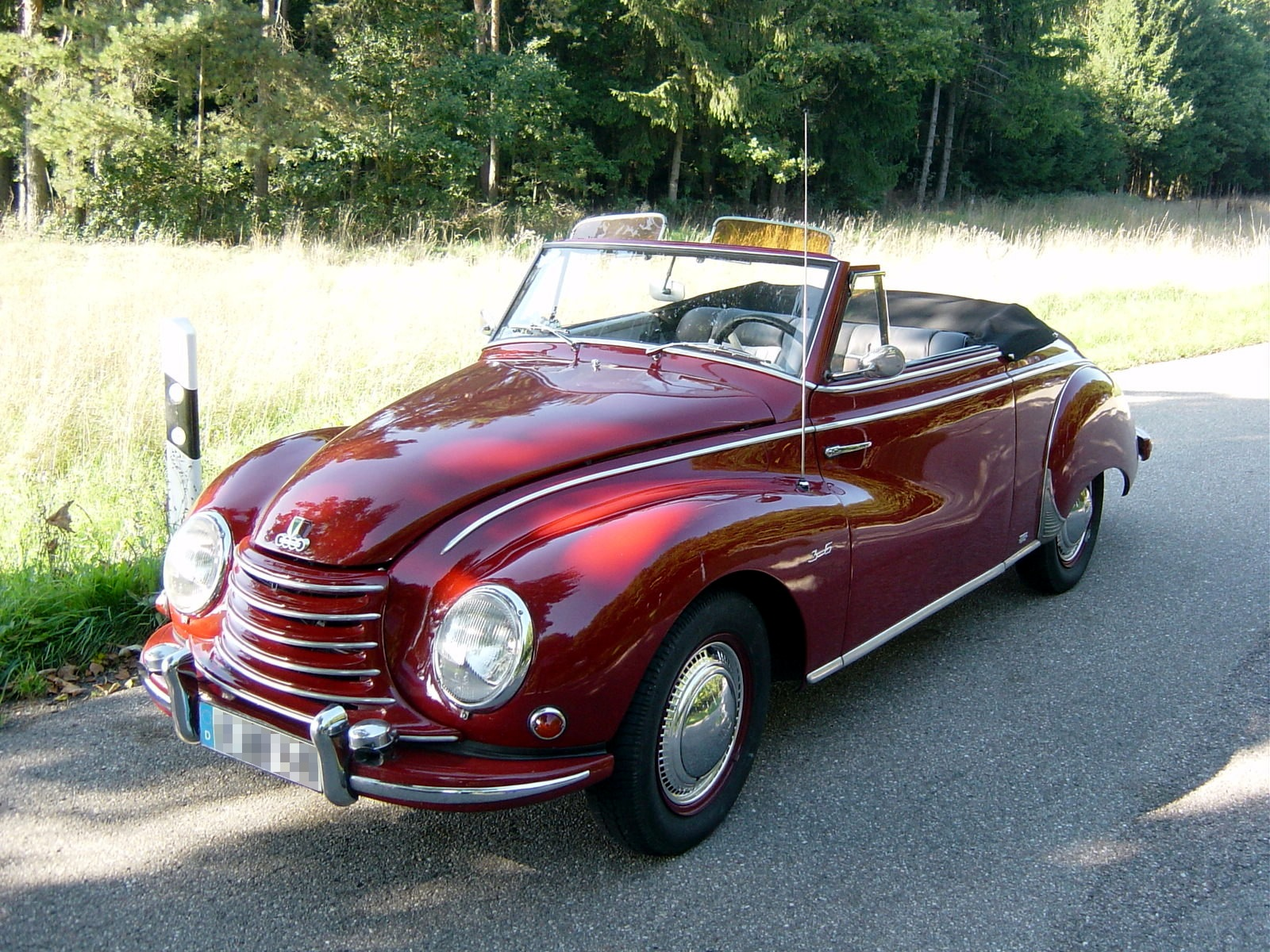
DKW F91 Convertible
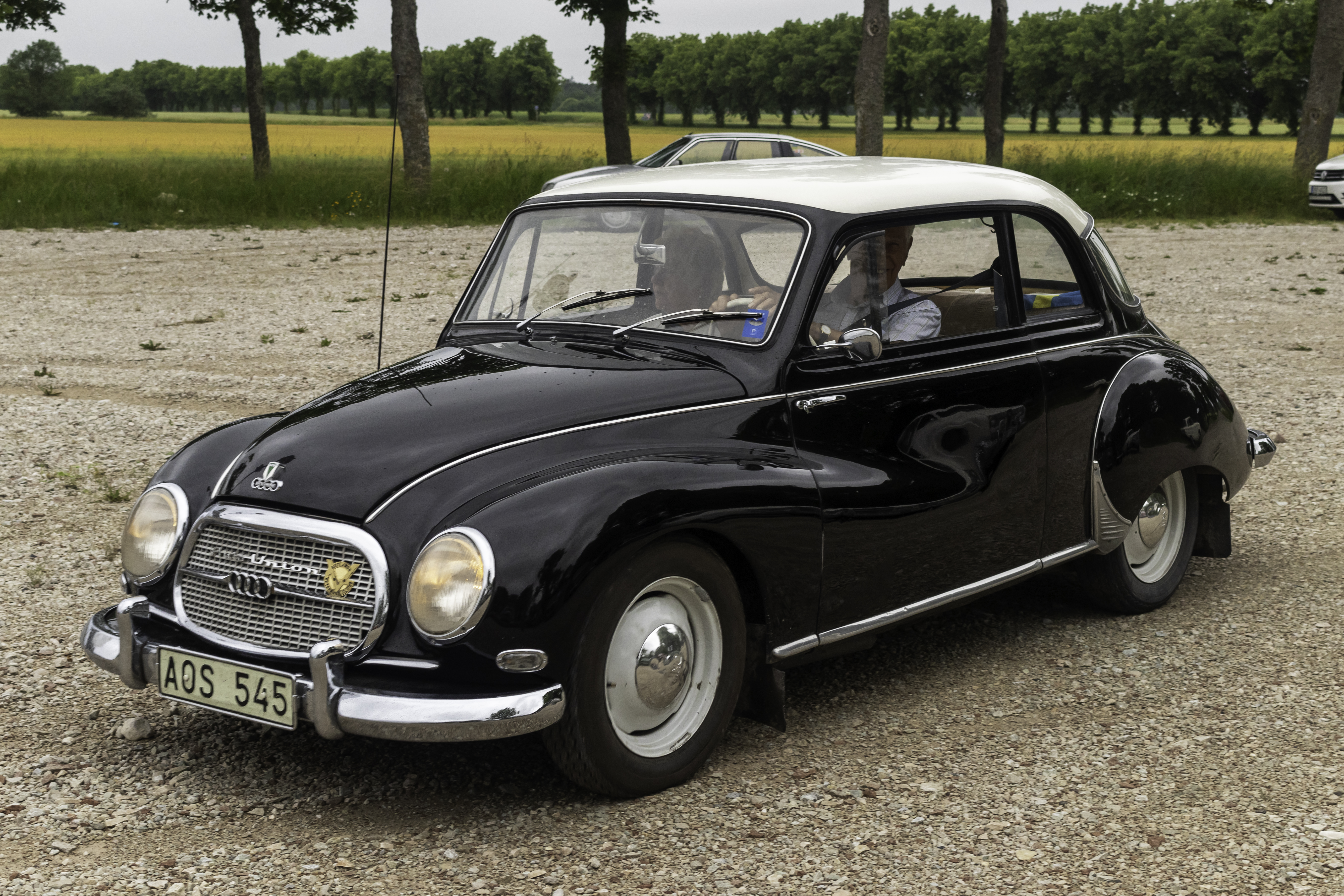
DKW F93
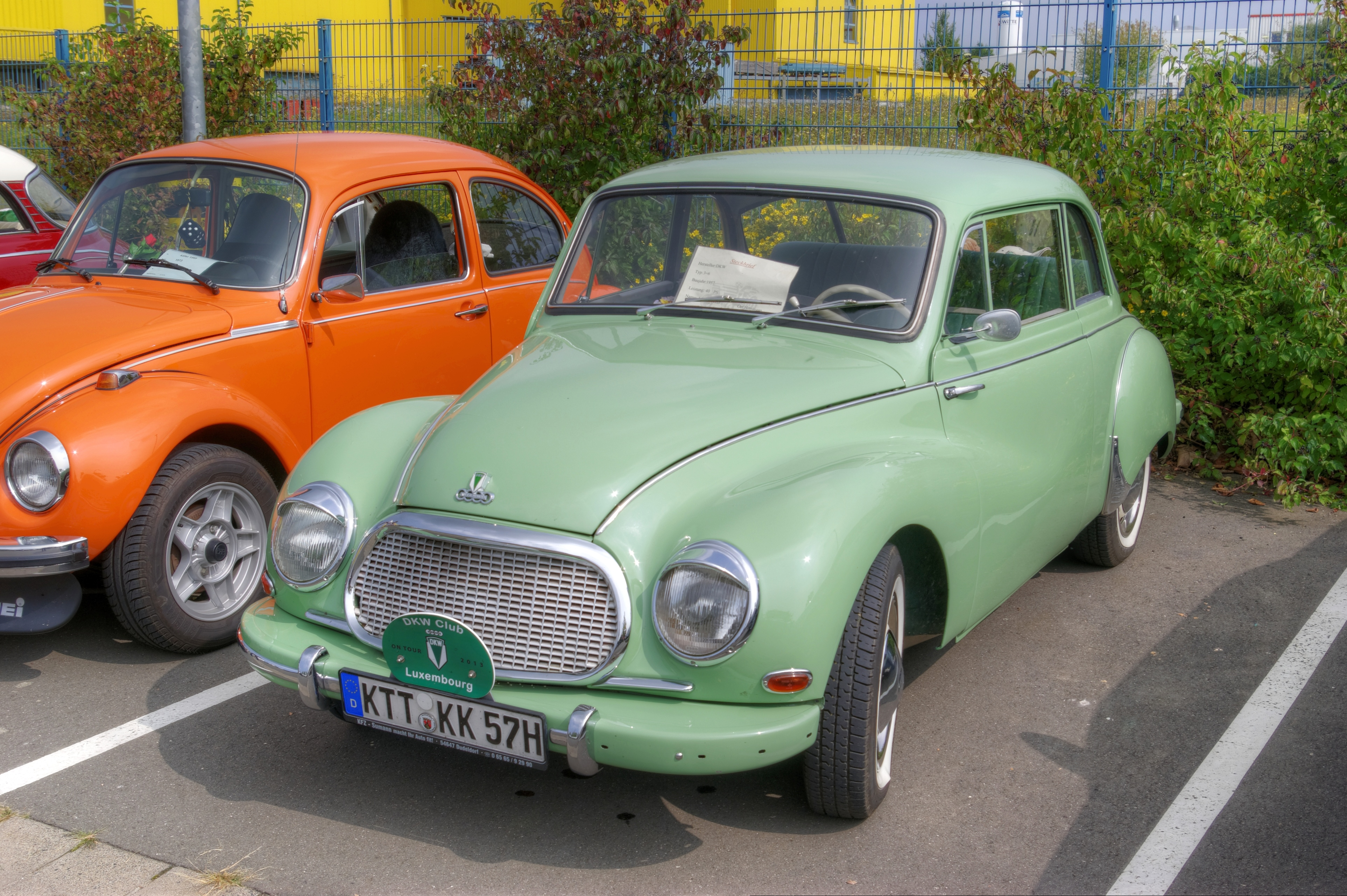
DKW F94
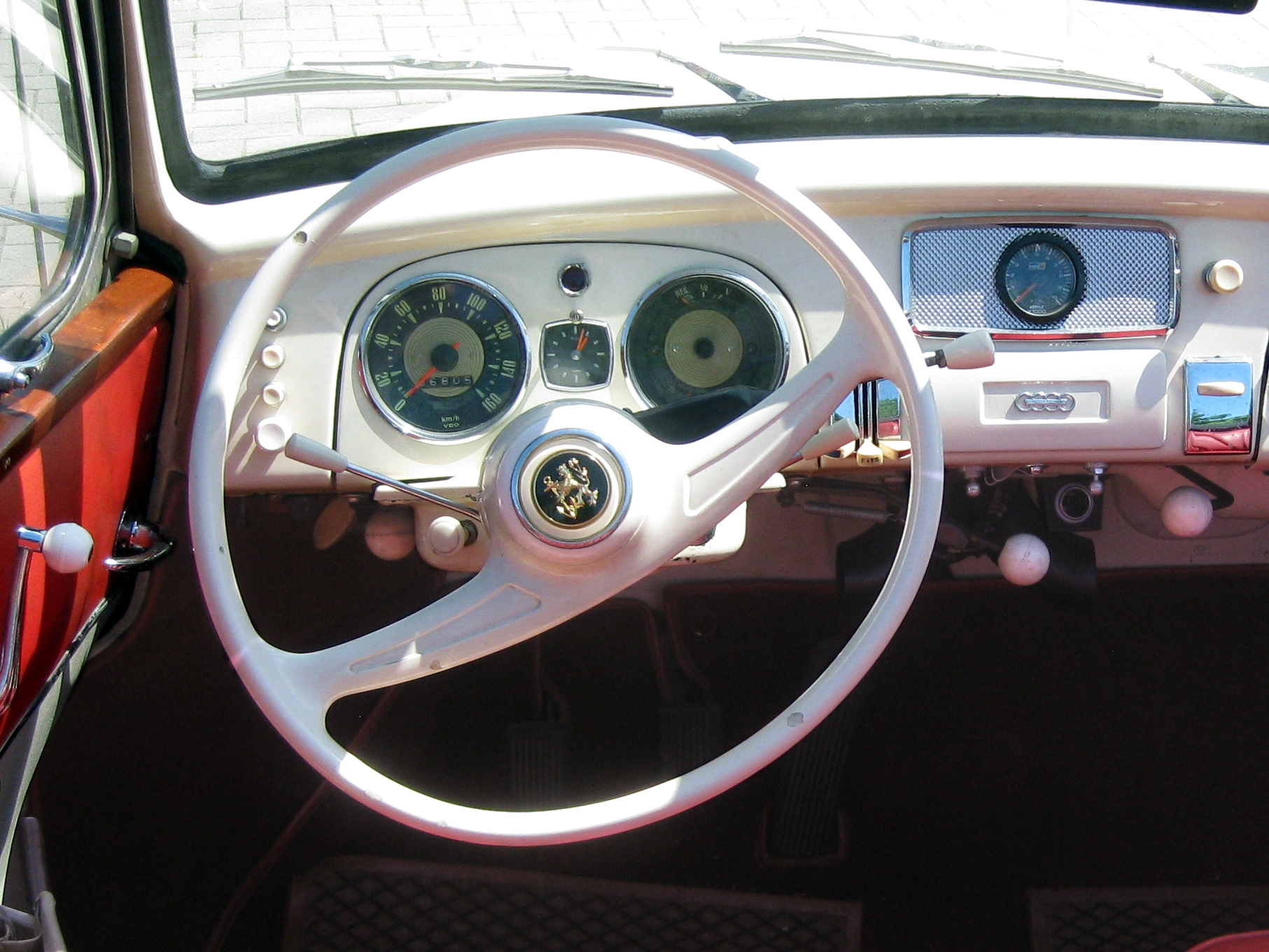